# Larisa Petrik
Larisa Leonidovna Petrik (in russo Лариса Леонидовна Петрик?; Dolinsk, 28 agosto 1949) è un'ex ginnasta sovietica, dal 1991 russa.

## Palmarès

### Olimpiadi
- 3 medaglie:
  - 2 ori (Città del Messico 1968 nel corpo libero; Città del Messico 1968 nel concorso a squadre)
  - 1 bronzo (Città del Messico 1968 nella trave)

### Europei
- 1 medaglia:
  - 1 bronzo (Sofia 1965 nella trave)